# Ronald J. C. Broadhurst
Ronald Joseph Callender Broadhurst (* 25. Dezember 1906 in Sidcup, England; † 1976) war ein britischer Brigadegeneral, der sich auch als Übersetzer arabischer Literatur einen Namen machte. Er übersetzte die Reisebeschreibungen des Ibn Dschubair, die Memoiren des Königs Abdullah von Transjordanien und die Geschichte des Ayyubiden-Sultane in Ägypten von Al-Maqrīzī ins Englische.

## Werke (Übersetzungen)
- Abdallah ibn Husain I.: Memoirs of King Abdullah of Transjordan. 2. Aufl. Cape, London 1950 (zusammen mit Philip Graves).
- Ibn Dschubair: The travels of Ibn Jubayr. Being the chronicle of a mediaeval Spanish Moor concerning his journey to the Egypt of Saladin, the holy cities of Arabia, Baghdad the city of the Caliphs, the Latin Kingdom of Jerusalem, and the Norman Kingdom of Sicily. Cape, London 1952.
- al-Maqrīzī: A history of the Ayyūbid sultans of Egypt. Twayne, Boston, Mass. 1980, ISBN 0-8057-8168-4.